# Kurisu
Koordinaten: 58° 58′ N, 22° 33′ O
Kurisu ist ein Dorf (estnisch küla) in der Landgemeinde Hiiumaa (2013 bis 2017: Landgemeinde Hiiu, davor Landgemeinde Kõrgessaare) auf der zweitgrößten estnischen Insel Hiiumaa (deutsch Dagö). Kurisu ist nicht zu verwechseln mit Emmaste-Kurisu, das ebenfalls auf der Insel Hiiumaa liegt und bis 2017 Kurisu hieß.

## Beschreibung
Kurisu (deutsch Kurisoo) hat 23 Einwohner (Stand 31. Dezember 2011). Der Ort wurde erstmals 1612 urkundlich erwähnt. Er liegt 13 Kilometer südwestlich der Inselhauptstadt Kärdla (Kertel).
Kurisu liegt in einem Karstgebiet. Das Dorf erhielt seinen Namen nach dem gleichnamigen estnischen Wort für Doline. Der Karsttrichter, der Kurisu neeluauk, liegt nordöstlich des Dorfkerns am Rande eines Waldgebiets. Der Trichter hat einen Durchmesser von 32 m und verjüngt sich bis auf 12 m. Er ist meist mit Wasser gefüllt; nur im Hochsommer kann man die Doline erkennen. Dort fließt auch der Bach Kurisu oja.